# Jackson Park
Pour les articles homonymes, voir Jackson.
Jackson Park (en français « parc Jackson ») est un parc public de la ville de Chicago, dans l'État de l'Illinois, aux États-Unis. Le parc se trouve au 6401 South Stony Island Avenue et s'étend sur une superficie d'environ 2,2 km2 à cheval sur les secteurs communautaires de Hyde Park et Woodlawn, deux quartiers de South Side situés en bordure du lac Michigan, à quelques kilomètres au sud du secteur financier du Loop, le quartier d'affaires de la ville.
Le parc abrite le célèbre musée des Sciences et de l'Industrie (MSI), qui se trouve entre le lac Michigan et l'université de Chicago, ainsi que le jardin japonais de Garden of the Phoenix sur Wooded Island (« l'île boisée »), la statue de la République et le Barack Obama Presidential Center.
Nommé en l'honneur d'Andrew Jackson, septième président des États-Unis, le parc voit le jour grâce à l'entrepreneur Paul Cornell. Il est l'un des deux parcs de Chicago à se nommer « Jackson », l'autre étant le Mahalia Jackson Park dans le secteur d'Auburn Gresham, dans le sud-ouest de la ville. Jackson Park est géré par le Chicago Park District, l'organisme chargé de la gestion et de l'entretien des parcs publics de la ville de Chicago.

## Histoire

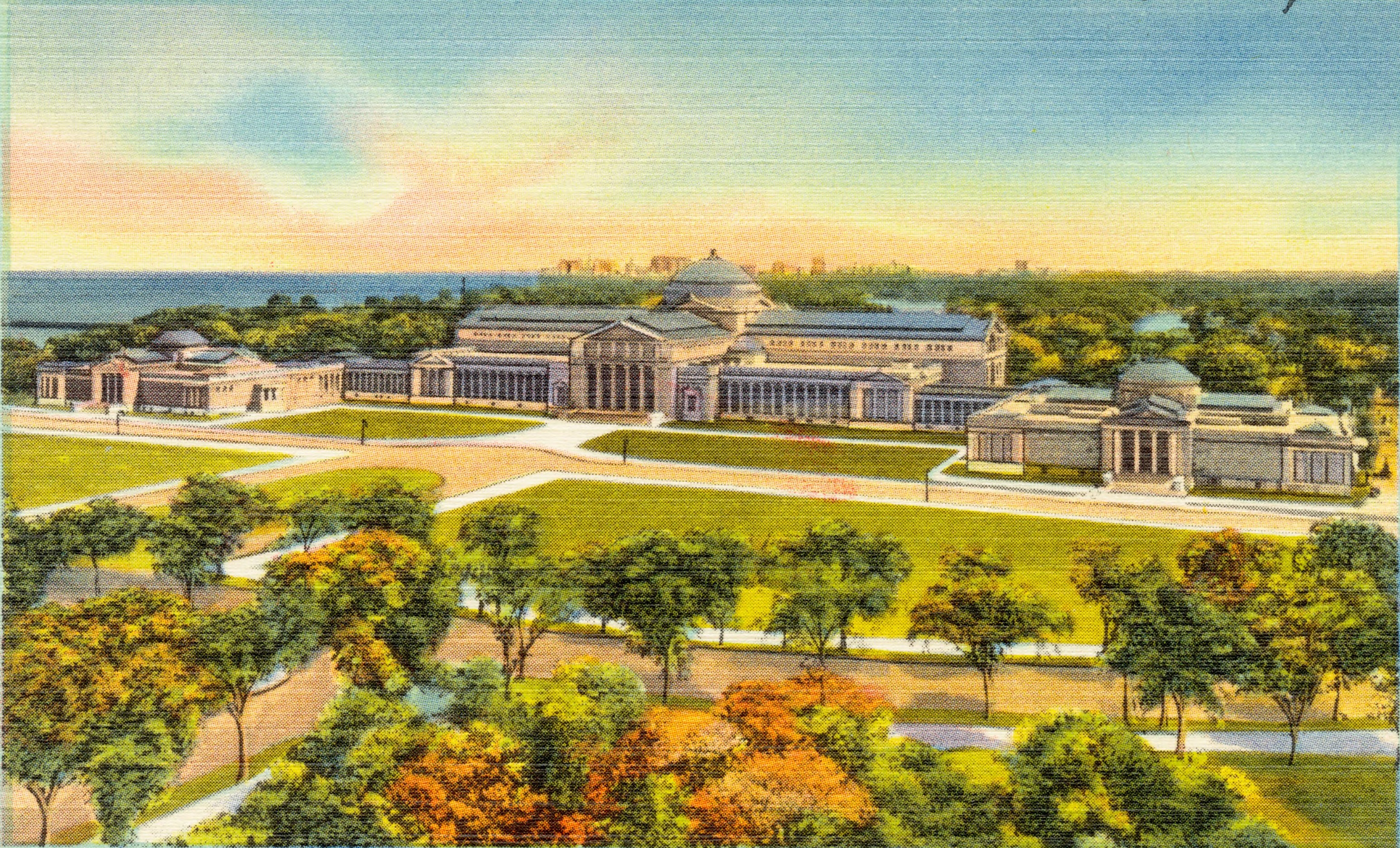
Une peinture représentant le musée des Sciences et de l'Industrie (dans les années 1930).

À la suite de la création de la commission de South Park par l'Assemblée générale de l'Illinois en 1869, Frederick Law Olmsted et Calvert Vaux (les concepteurs de Central Park à New York), sont sélectionnés pour l'aménagement des 4,27 km2 du parc (qui comprend à l'époque le port de Midway Plaisance et le secteur de Washington Park).
Financé et créé par l'entrepreneur Paul Cornell, le parc est connu à l'origine sous le nom de South Park. Il est alors divisé en deux secteurs (est et ouest) qui sont tous deux reliés par un grand boulevard nommé Midway Plaisance. Le secteur Est est connu comme étant Lake Park. En 1880, la commission propose aux citoyens de Chicago de soumettre des noms pour les divisions est et ouest. Les noms de Jackson et de Washington sont proposés par les résidents et approuvés par la commission. L'année suivante, Lake Park est rebaptisé Jackson Park en l'honneur d'Andrew Jackson (1767-1845), homme d'État américain, commandant des forces armées américaines durant la bataille de La Nouvelle-Orléans en 1815, et septième président des États-Unis de 1829 à 1837.
Parmi plusieurs villes dont New York, Washington et Saint-Louis, c'est Chicago qui fut sélectionnée comme ville hôte pour accueillir l'Exposition universelle de 1893 (World's Columbian Exposition) et le site de Jackson Park est officiellement choisi. L'architecte paysagiste Frederick Law Olmsted et l'architecte urbaniste Daniel Burnham furent chargés d'aménager le parc. Une équipe d'architectes et de sculpteurs en provenance de tous les États-Unis crée la « White City » qui se compose principalement de bâtiments en plâtre comprenant des œuvres de style Beaux-Arts. L'Exposition universelle a ouvert ses portes aux visiteurs le 1er mai 1893 pour une période de six mois. À la fermeture de l'exposition, le site a été intégralement réaménagé en parc. En novembre 1895, le parc est choisi comme point de départ de l'une des premières courses automobiles du pays : le concours du Chicago Times-Herald (un aller-retour de 87 km jusqu'à Evanston, en banlieue nord).
Au cours de la Seconde Guerre mondiale, des vandales endommagent gravement le jardin japonais (aujourd'hui connu sous le nom de « Garden of the Phoenix »). Le Chicago Park District attend plusieurs décennies avant d'envisager de le restaurer. Finalement, la ville d'Osaka (Japon) fait une donation financière pour la rénovation du jardin. Pendant la guerre froide, une partie de Jackson Park est utilisée comme site pour une station de radar.

### Exposition universelle de 1893

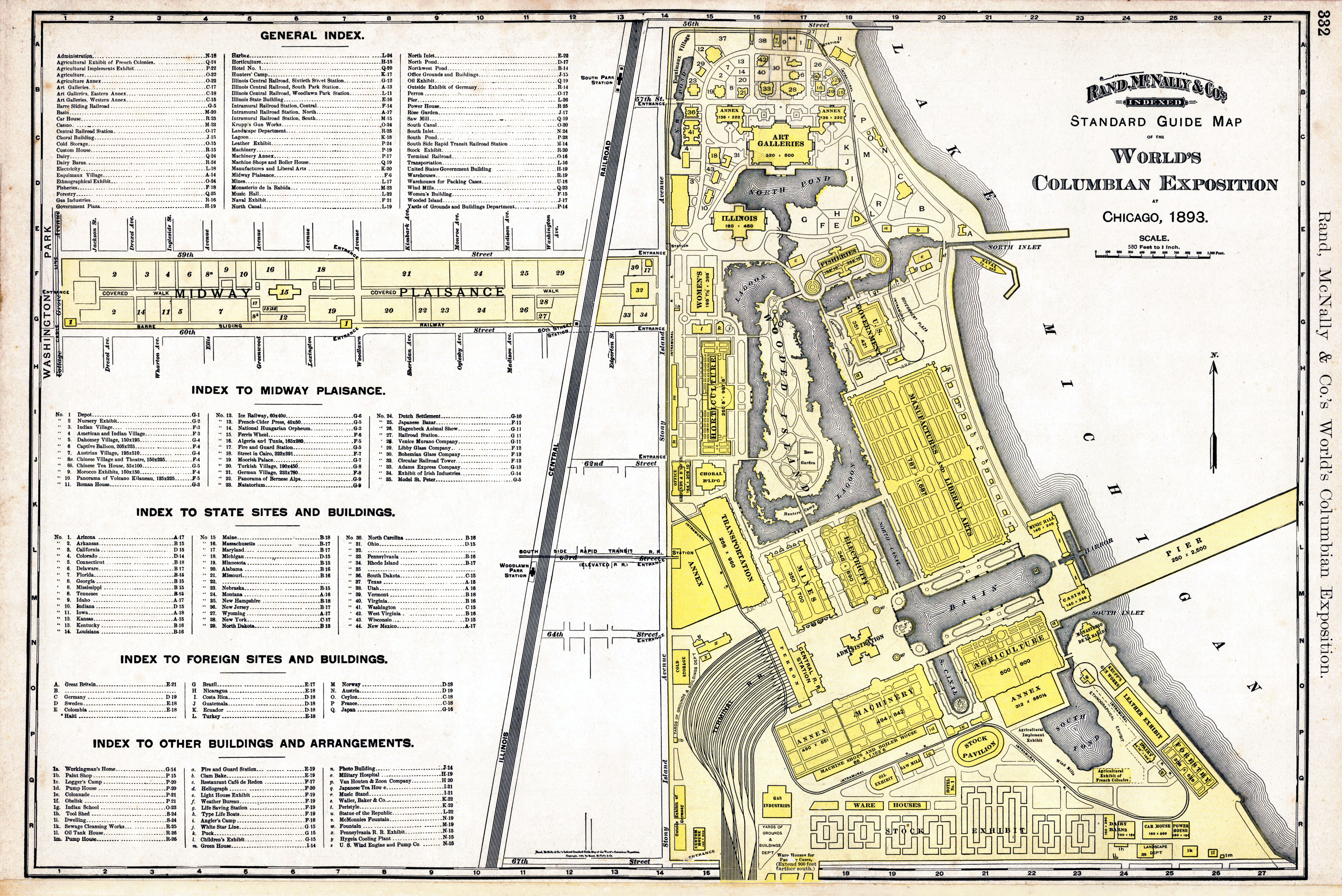
Plan de l'exposition.

L'Exposition universelle de 1893 (officiellement World's Columbian Exposition) est une exposition internationale qui se tint du 1er mai 1893 au 30 octobre 1893 à Jackson Park. Elle eut lieu dans le cadre des célébrations du 400e anniversaire de l’arrivée de l’explorateur Christophe Colomb dans le Nouveau Monde. Plusieurs villes américaines furent candidates pour accueillir l'Exposition, mais Chicago battit sans mal ses trois principales rivales : New York, Washington, D.C. et Saint-Louis (Missouri). L'Exposition attira environ 27,3 millions de visiteurs en provenance du monde entier.

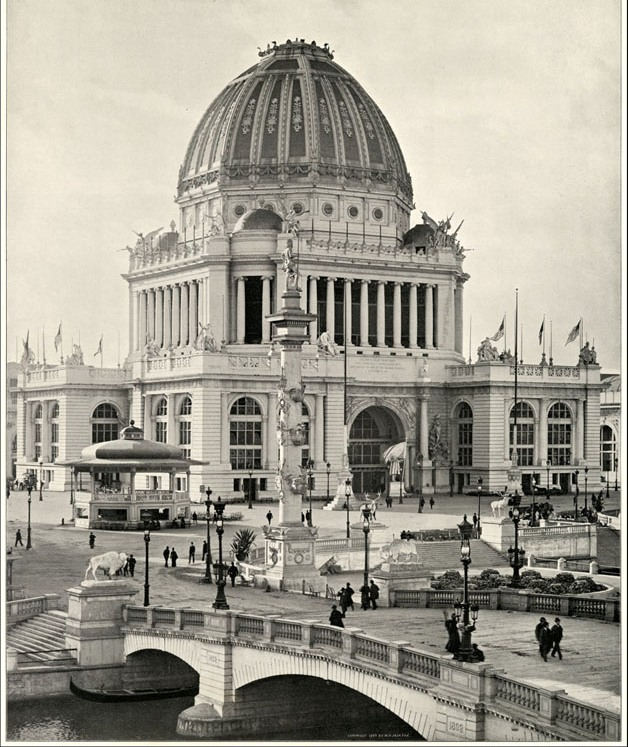
L'Administration Building, l'un des bâtiments les plus imposants de la « White City » lors de l'Exposition universelle de 1893.

L'architecte paysagiste Frederick Law Olmsted (concepteur des parcs new-yorkais de Central Park et Prospect Park) n'accepta pas immédiatement la proposition de l'industriel James Ellsworth de participer à la préparation de l'exposition. Cependant, au cours de l'été 1890, Olmsted se rendit à Chicago à l'invitation du comité chargé de sélectionner un site adéquat. Les architectes urbanistes Daniel Burnham et John Wellborn Root acceptèrent de prendre la responsabilité dans la supervision, la conception et la construction de l'exposition. Le planificateur en chef de l'exposition universelle fut Daniel Burnham, le concepteur en chef fut Charles B. Atwood et Frederick Law Olmsted fut chargé de l'aménagement paysager.
Elle fut conçue selon les principes de conception des Beaux-Arts, à savoir les principes de l'architecture néo-classique européenne basés sur la symétrie, l'équilibre des formes et la splendeur. Elle introduisit une nouvelle dimension moderniste en valorisant l'innovation technique et industrielle. La foire servit également à montrer au monde que Chicago se remit de ses cendres à la suite du Grand incendie de Chicago, qui détruisit 10 km2, soit la quasi-totalité de la ville en 1871.
La « ville blanche » (« White City ») de Daniel Burnham fut appelée ainsi du fait de la prédominance de la couleur blanche des bâtiments. Inspirée par l'Exposition universelle de 1889 à Paris, elle se composa principalement de bâtiments spectaculaires et massifs (bien que pour la plupart temporaires) et abrita des expositions présentant les progrès réalisés dans des domaines tels que l'électricité, l'agriculture, l'exploitation minière, les transports et la science. Il y eut quatorze bâtiments majeurs centrés autour d'un gigantesque bassin appelé le Grand Bassin.

### Jackson Park aujourd'hui

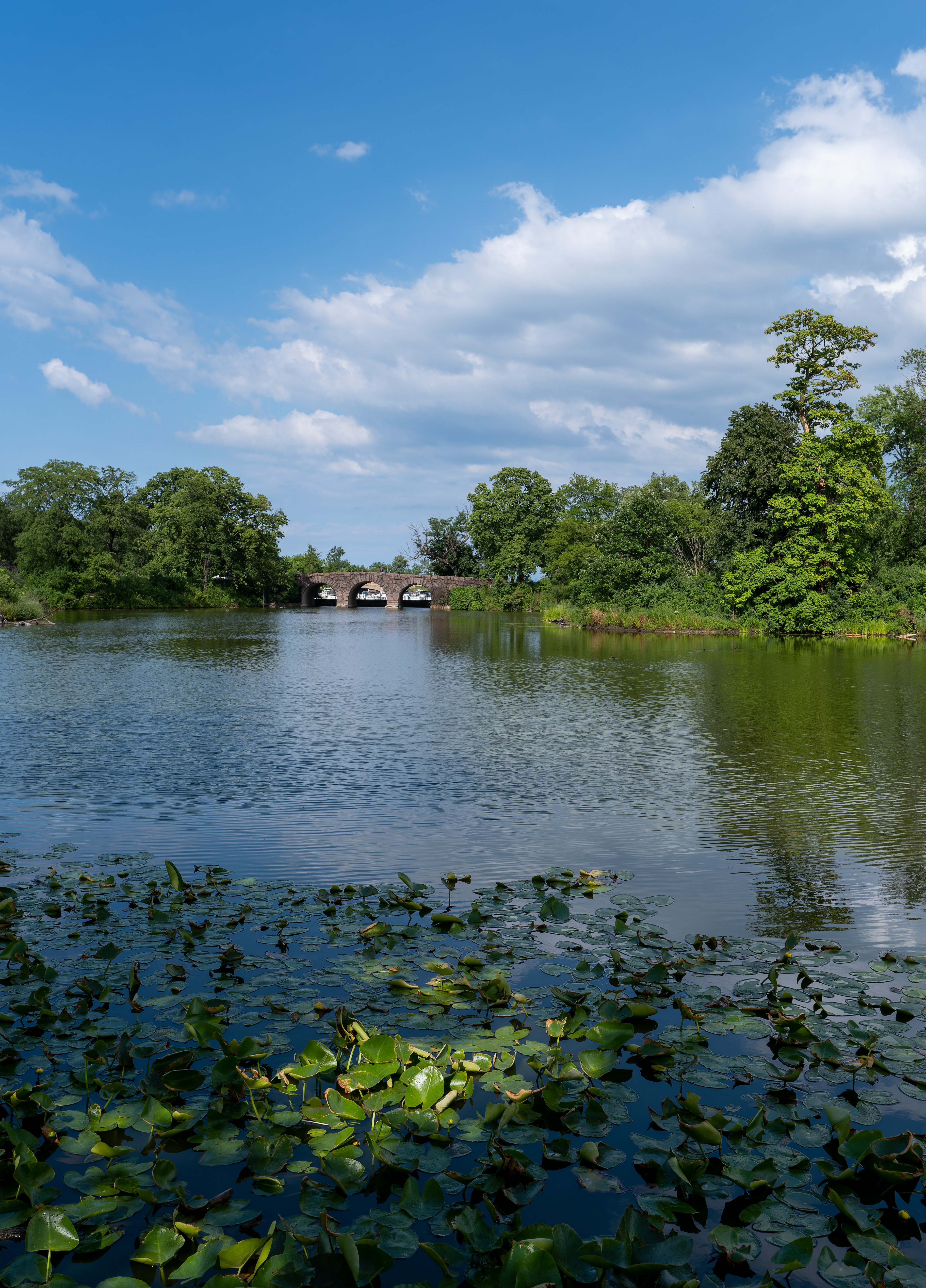
Le Music Court Bridge vu depuis le jardin japonais de Garden of the Phoenix.

À la fermeture de l'Exposition universelle de 1893, toutes les structures furent détruites, reconverties ou déplacées en d'autres lieux, hormis l'ancien Palais des Beaux-Arts qui abrite aujourd'hui le musée des Sciences et de l'Industrie et le jardin japonais de Garden of the Phoenix (aussi connu sous le nom de « jardin d'Osaka »), qui fut reconstruit sur son site d'origine à Wooded Island (« l'île boisée »). Wooded Island est considérée comme étant l'un des « 150 grands lieux de l'Illinois » par l'American Institute of Architects (AIA).
Jackson Park est relié à Washington Park par le port de Midway Plaisance. Conformément au canal que Frederick Law Olmsted voulut bâtir entre les deux parcs, une excavation a fut créée le long de Midway Plaisance, mais la ville de Chicago ne donna pas son accord pour que l'eau puisse y passer et le projet fut abandonné. Le parc est également relié à Grant Park (Downtown Chicago) via Burnham Park et Harold Washington Park à son angle nord-est.
En raison du déclin progressif des quartiers environnants et de la fermeture de la connexion des lagunes avec le port de plaisance intérieur à hauteur de la 59e rue, les lagunes de Jackson Park finirent par se détériorer. Dans les années 2000, l'État de l'Illinois et la ville de Chicago engagèrent des travaux de rénovation qui coûtèrent des millions de dollars afin de réaménager et d'embellir plusieurs sections de Jackson Park situées à proximité des lagunes et du Garden of the Phoenix afin de les revitaliser. Grâce aux récents projets de revitalisation du parc, ainsi qu'à la décision du département des ressources naturelles de l'Illinois (Illinois Department of Natural Resources) dans la réintroduction différentes espèces de poissons dans les lagunes, ces dernières devinrent des spots de pêche très prisés pour les amateurs de pêche.

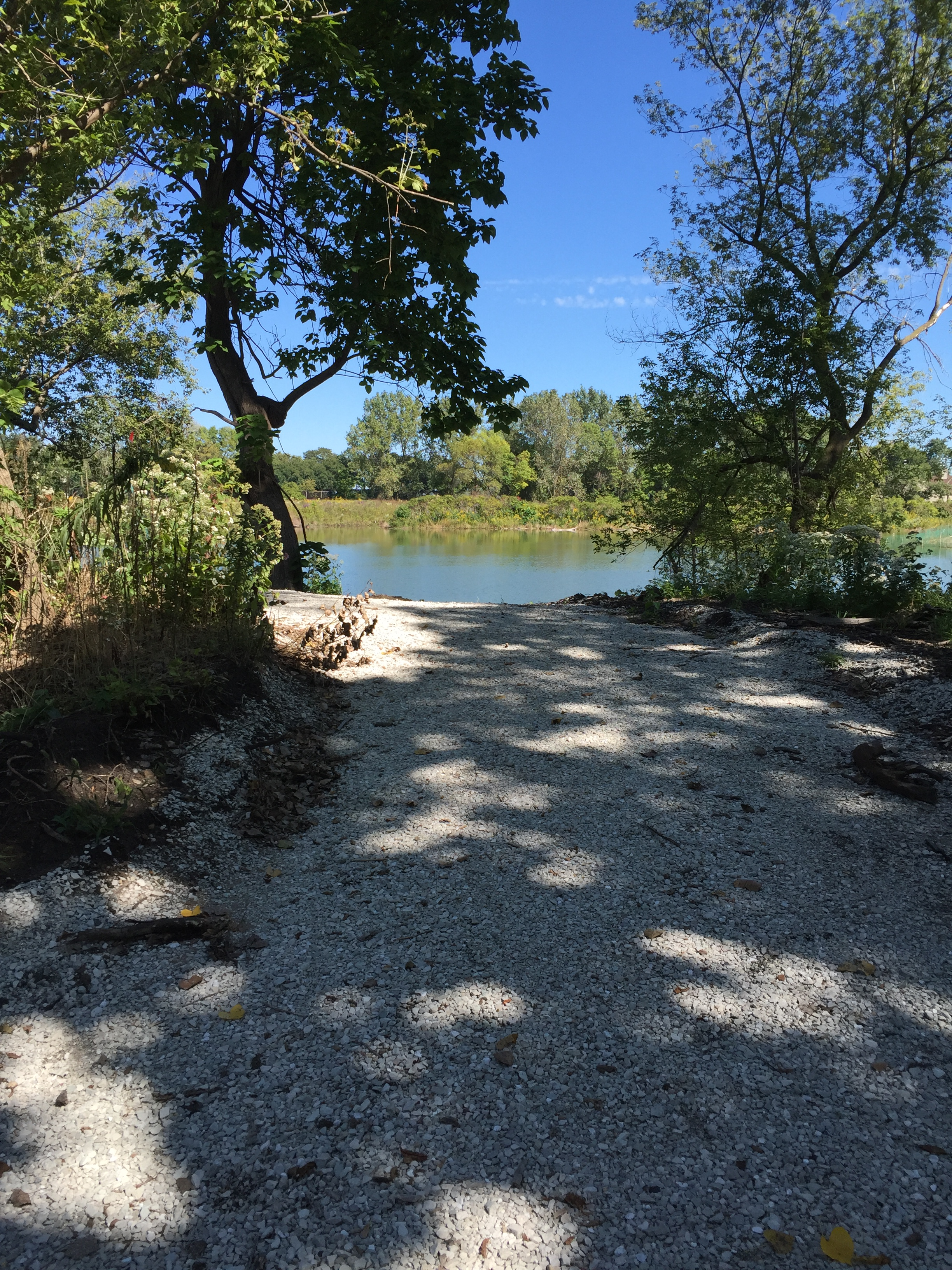
Vue sur Wooded Island.

Jackson Park abrite plus d'une vingtaine d'espèces d'oiseaux dont une population bien étudiée de perruches sauvages Monk, des descendants d'oiseaux de compagnie qui ont été intégrés dans les années 1960. Les perruches veuves possèdent leurs nids dans les frênes du parc.
Jackson Park Heights est le nom donné à un petit quartier, essentiellement constitué de zones pavillonnaires, limitrophe de Jackson Park. Plus précisément, ce quartier a reçu son nom d'une crête basse qui existait autrefois au sud de l'actuel parc.
À la fin de son mandat présidentiel, Barack Obama (résident de longue date de Hyde Park) se voit offrir 5 hectares, sur les 202 que compte le parc, par le maire Rahm Emanuel (dont il est proche, ce qui suscite des critiques et des polémiques) pour bâtir le Barack Obama Presidential Center, un projet de complexe immobilier qui abritera la bibliothèque présidentielle.
En 2016, l'artiste japonaise Yoko Ono a installé le Skylanding, Sculpture by Yoko Ono en présence du maire de Chicago Rahm Emanuel, une sculpture monumentale en acier représentant des pétales de lotus. Le Skylanding se trouve dans le jardin japonais de Garden of the Phoenix sur l'île boisée de Wooded Island à Jackson Park. Ce don fait à la ville de Chicago est sa première œuvre d'art publique permanente sur le continent américain.

## Le parc

### Aménagements

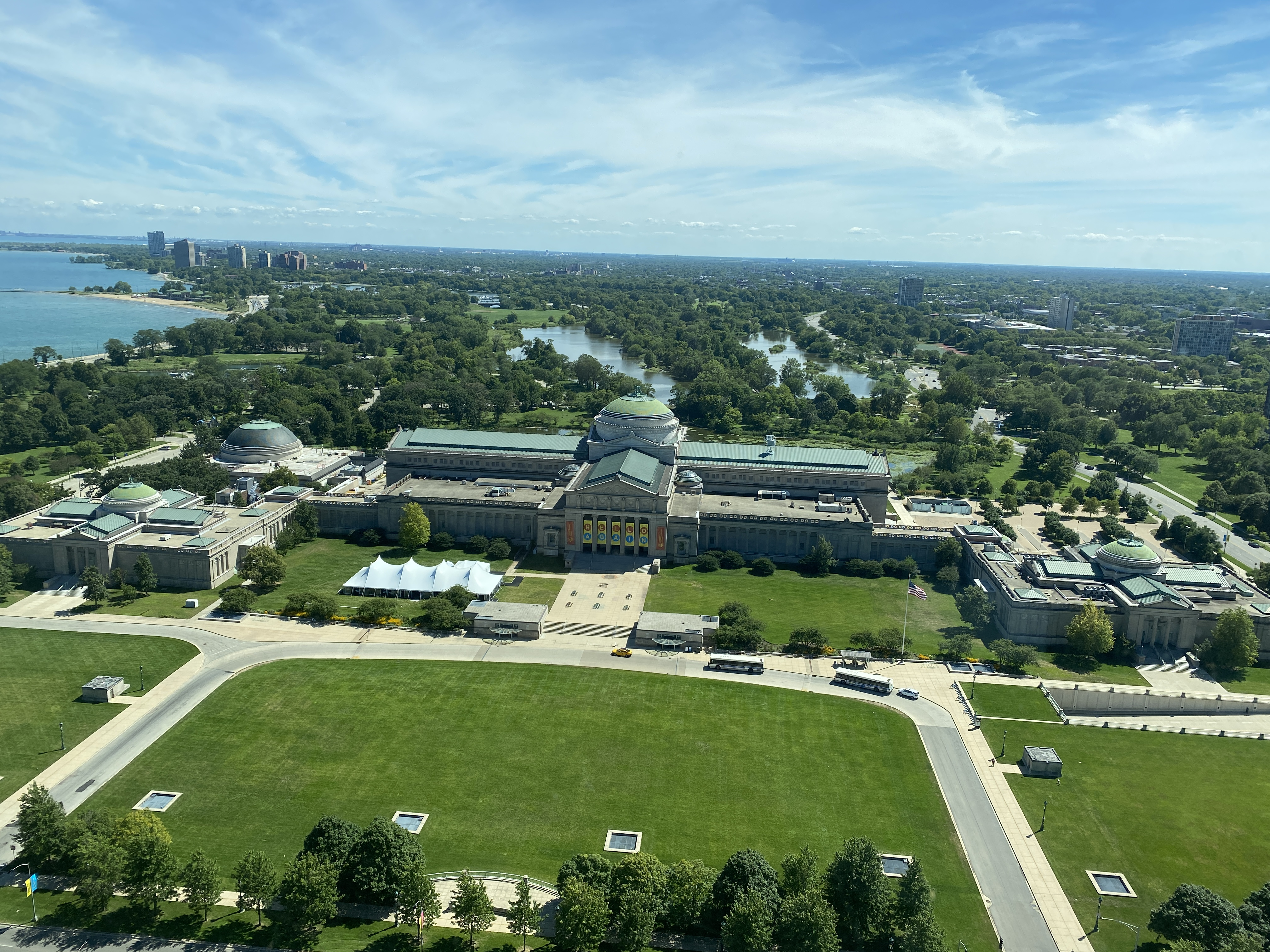
Vue générale sur Jackson Park avec le musée des Sciences et de l'Industrie au premier plan.

À l'instar de Lincoln Park, Jackson Park constitue l'un des parcs les plus fréquentés de la ville. D'une superficie de 2,2 km2, Jackson Park est l'un des parcs les plus vastes de Chicago et comprend des aménagements tels qu'un grand gymnase avec trois salles polyvalentes et un centre de remise en forme. Parmi les autres aménagements notables, il y a un jardin potager (où se pratique la culture vivrière) et un jardin botanique.
Jackson Park propose également des activités sportives saisonnières, des représentations artistiques, des leçons de tennis, des programmes parascolaires, des camps d'été et des événements sur le thème de la protection de l'environnement. Durant la période estivale, le Chicago Park District organise des événements à l'occasion des fêtes nationales du Memorial Day et du Labor Day. La plage de la 63e rue et le lac Michigan, tous deux situés à proximité immédiate, sont très prisés par les habitants du quartier durant l'été. Le parc abrite également un parcours de golf 18 trous, deux sentiers de promenade, deux terrains de basket et des courts de tennis.
Le Lakeside Lawn Bowling Club et le Chicago Croquet Club se partagent deux grands terrains en gazon naturel situés à proximité de Lake Shore Drive et de Science Avenue, au sud du musée des Sciences et de l'Industrie (Museum of Science and Industry). En 1900, le Jackson Park Golf Course fut inauguré et devint le premier terrain de golf public de toute la région du Midwest. Jusqu'en 1920, il était libre d'accès et, en 1925, il devint le terrain de golf le plus fréquenté au monde.

### Faune

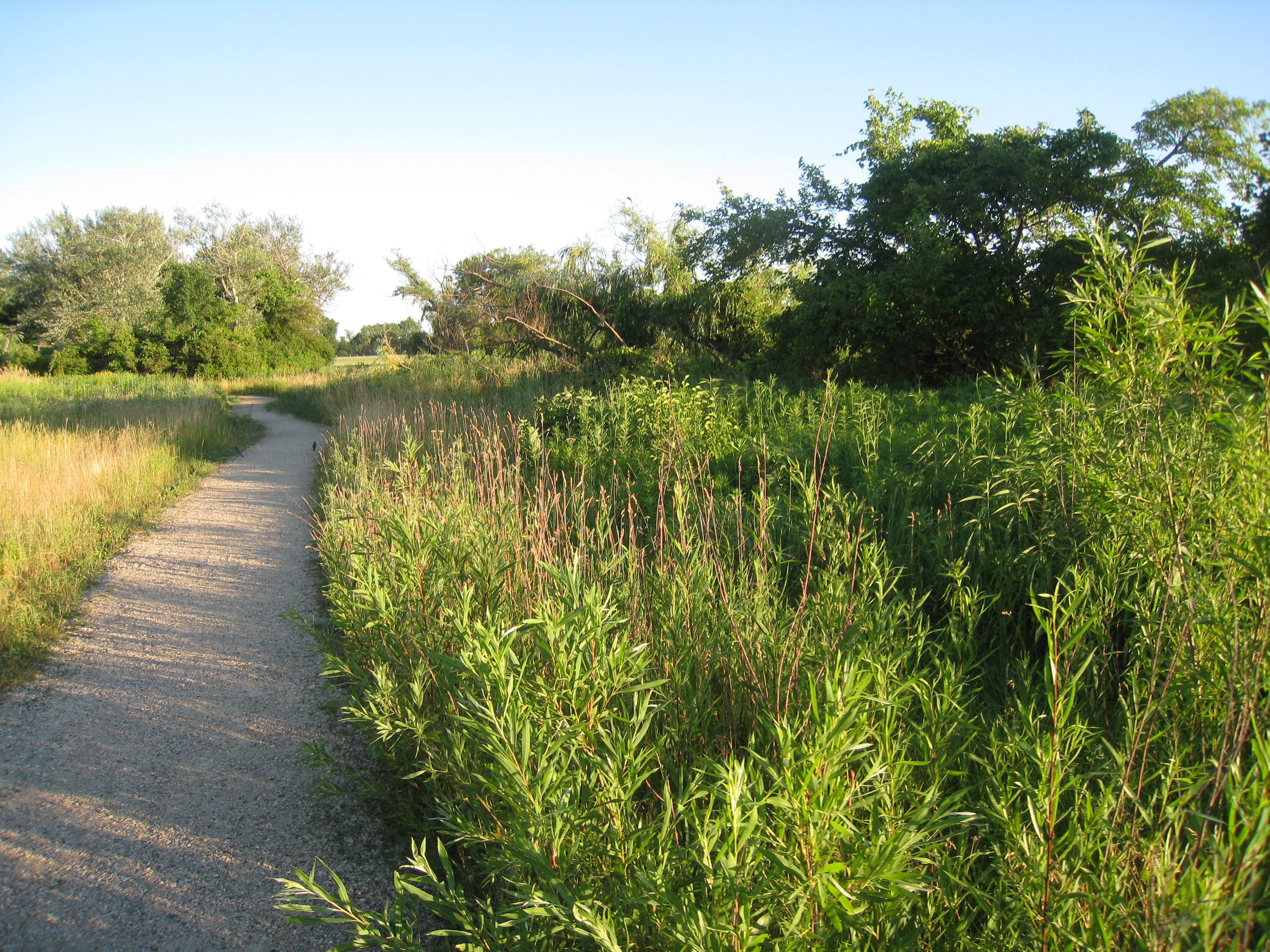
Sentier d'où l'on peut observer des nids de Perruches veuves.

Plus de 800 espèces d'animaux, de plantes et de champignons ont été répertoriés à Jackson Park au fil du temps. Depuis les années 1970, des parcours ornithologiques sont organisés par les membres du Chicago Park District pour permettre aux visiteurs d'observer les différentes espèces d'oiseaux et d'apprendre sur leurs comportements ainsi que le rôle et l'évolution de leurs populations au sein des écosystèmes,. Chaque année, des ornithologues amateurs en provenance des États-Unis, du Canada et d'Europe se rendent à Jackson Park pour observer les volées d'oiseaux.
Plus de 300 espèces d'oiseaux ont été répertoriées à Jackson Park, dont une population bien étudiée de perruches moines sauvages (plus connue sous l'appellation de Perruche veuve). Il s'agit d'une espèce ressemblant à de petits perroquets verts, descendante d'oiseaux apprivoisés qui s'échappa dans les années 1960. Ces espèces constituent depuis une population d'oiseaux vivant et survolant le ciel d'une grande partie des quartiers sud et sud-ouest de Chicago, y compris sur le campus de l'université de Chicago à l'ouest de Jackson Park.

### Chicago Lakefront Trail
Le Chicago Lakefront Trail (connu sous l'acronyme « LFT ») est un sentier arboré polyvalent de 29 kilomètres de long situé en bordure du lac Michigan, sur le territoire de la ville de Chicago. Il est populaire auprès des cyclistes, des joggeurs et des promeneurs. Il est conçu pour promouvoir les déplacements à vélo. Du nord au sud, il traverse Lincoln Park, Grant Park, Museum Campus, Burnham Park, Harold Washington Park et Jackson Park.

## Galerie d'images

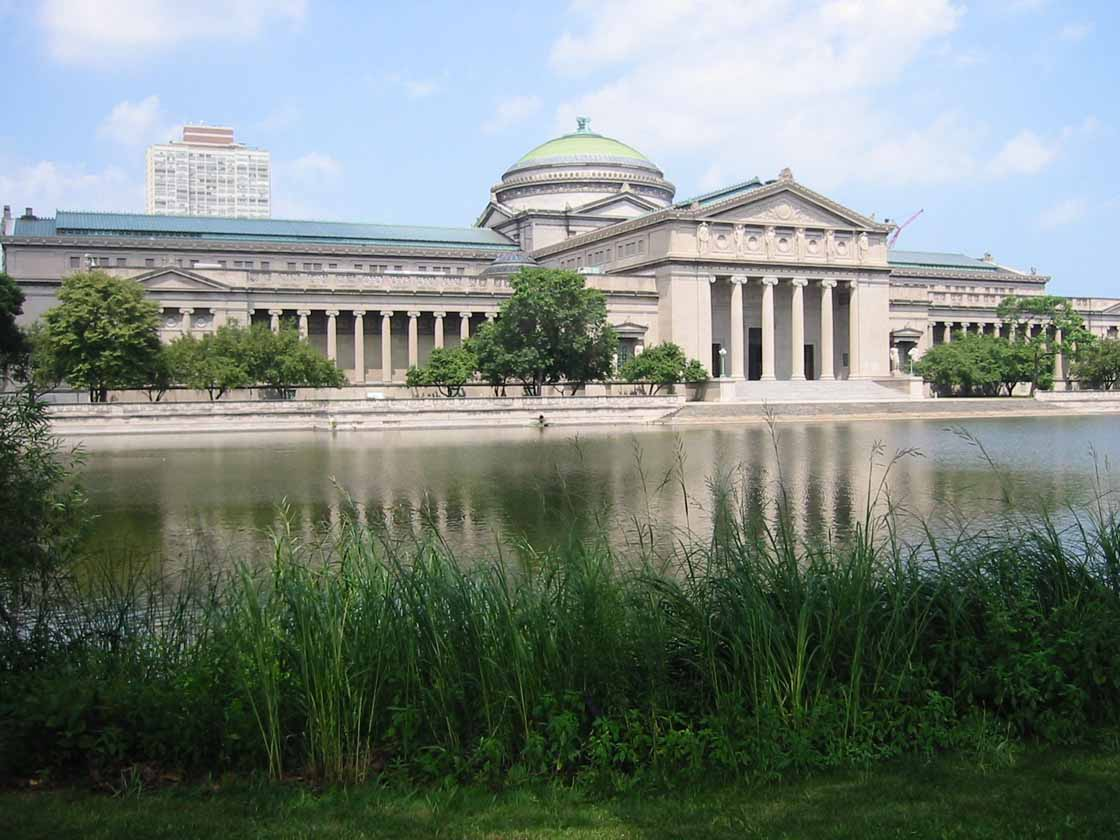
Vue sur le musée des Sciences et de l'Industrie.
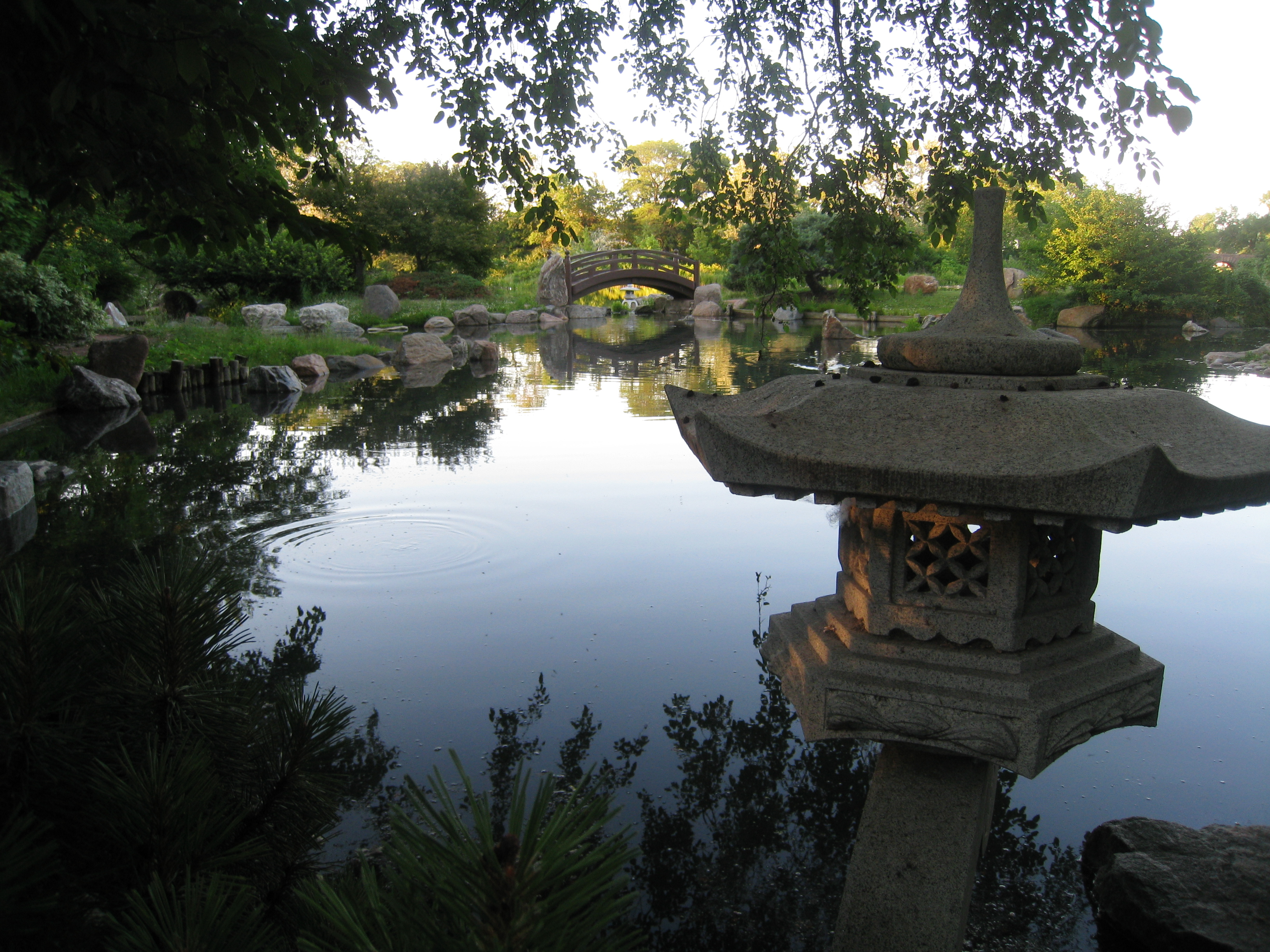
Jardin japonais de Garden of the Phoenix.
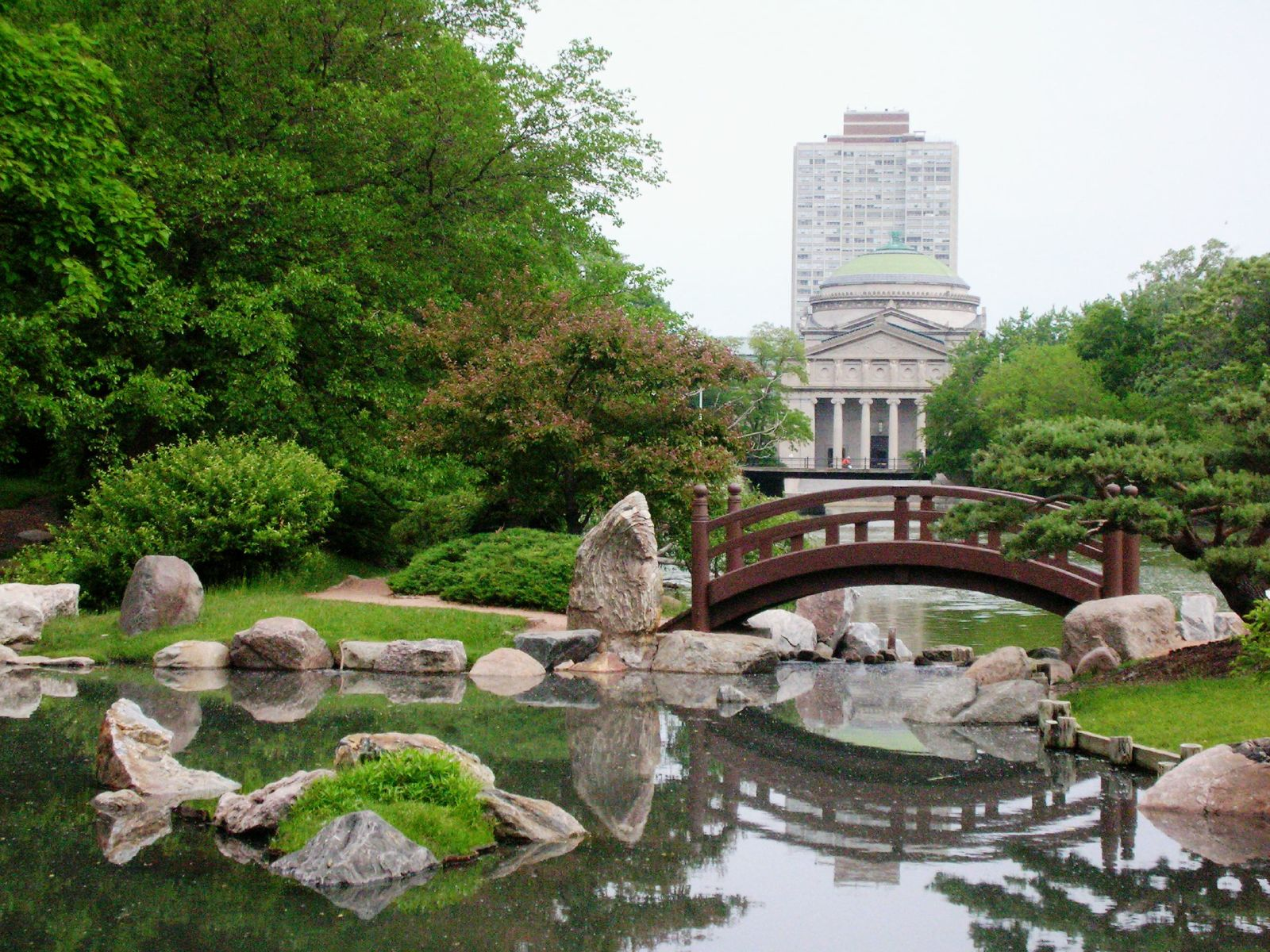
Le ponton en bois du jardin japonais.
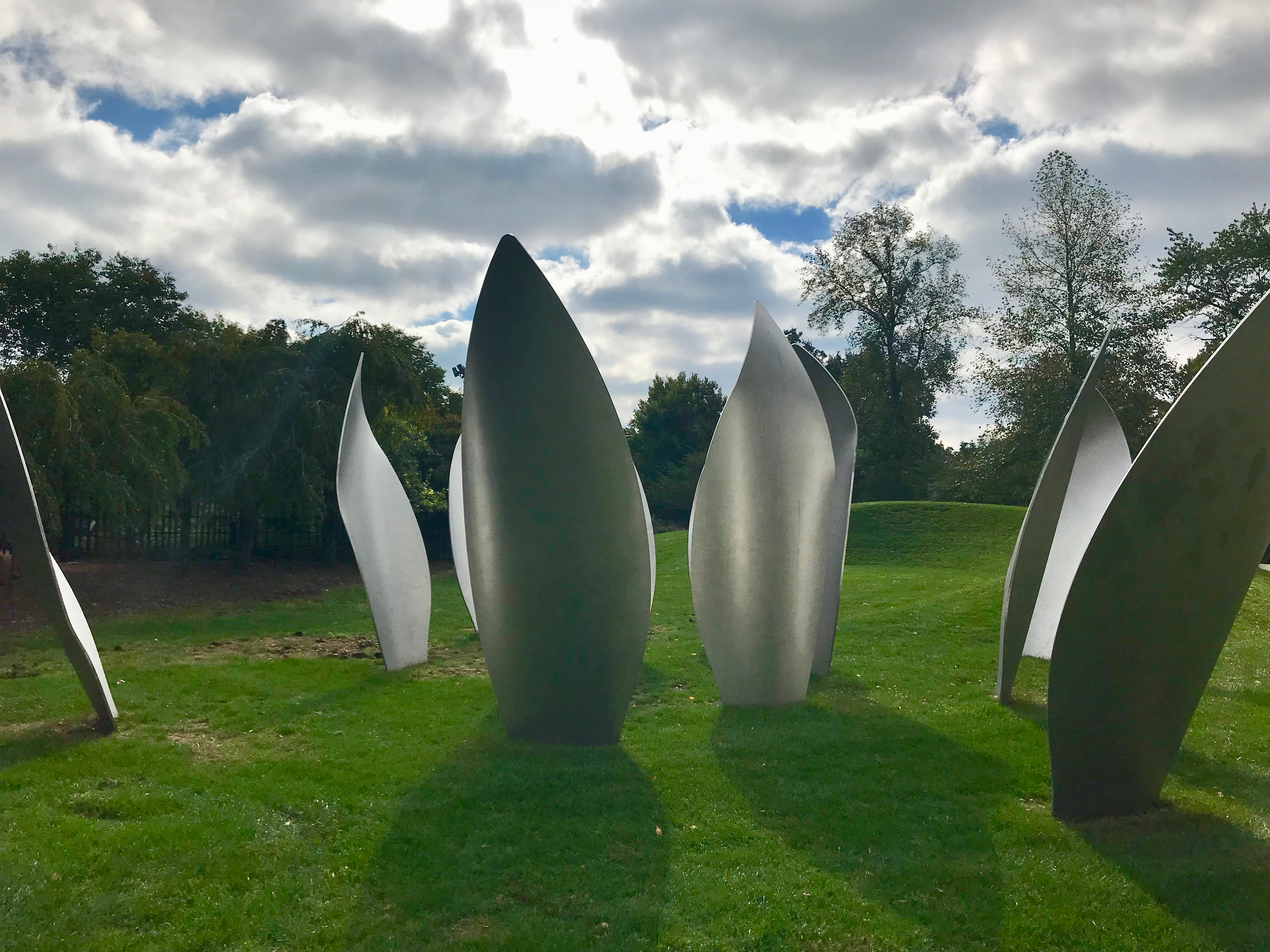
Le Skylanding, sculpture en forme de lotus par Yoko Ono.